# العلاقات المكسيكية الإسبانية
تشير العلاقات المكسيكية الإسبانية إلى العلاقات الثنائية التي تجمع بين المكسيك وإسبانيا. تواصل المكسيك الاحتفاظ بعلاقة مستقرة مع إسبانيا مثل العديد من دول أمريكا اللاتينية الأخرى، وذلك على الرغم من حصولها على الاستقلال. يُعد البلدان عضوان في مجموعة العشرين، ومنظمة التعاون الاقتصادي والتنمية، ومنظمة الدول الأيبيرية الأمريكية.

## الاتفاقات
وقعت الدولتان على مر السنين على العديد من الاتفاقيات والمعاهدات الثنائية مثل اتفاقية التعاون العلمي والتقني (1977)، واتفاقية إلغاء التأشيرات (1977)، واتفاقية التعاون الثقافي والتعليمي (1978)، واتفاقية التعاون في مجال الطاقة النووية للأغراض السلمية (1979)، واتفاقية النقل الجوي (1979)، واتفاقية التعاون الاقتصادي والتجاري (1980)، ومعاهدة تسليم المجرمين (1984)، واتفاقية تجنب الازدواج الضريبي (1984)، واتفاقية السياحة (1996)، واتفاقية تشجيع وحماية الاستثمارات (1997)، واتفاقية تعاون بين بنك المكسيك وبنك إسبانيا (2014) واتفاقية التعاون لمكافحة الجريمة المنظمة (2014). 

## المواصلات
هناك رحلات مباشرة بين المكسيك وإسبانيا عبر شركات الطيران التالية: طيران المكسيك، وطيران أوروبا، وخطوط طيران إيفيلوب، وأيبيريا وواموس للطيران.

## تهريب المخدرات
قُبِض في عام 2012 على أربعة أشخاص اشتُبِه بهم في أنهم أعضاء في عصابة المخدرات المكسيكية كارتل سينالوا في إسبانيا؛ وذلك في الوقت الذي زُعِم فيه بأنهم كانوا يحاولون تنفيذ عملية أوروبية.
اعتقد رئيس وحدة مكافحة المخدرات والجريمة المنظمة الإسبانية في عام 2013 أن عصابات المخدرات المكسيكية قد شرعت في «غزو» إسبانيا وعدم تشكيل تحالف مع منظمات المخدرات الكولومبية.
سلّمت الشرطة الإسبانية خوان مانويل مونيوز لويفانو في عام 2017، وهو المشتبه به لتنفيذه عدة عمليات لصالح عصابة المخدرات المكسيكية لوس زيتاس كارتل في إسبانيا لصالح الولايات المتحدة. 

## العلاقات التجارية
وقعت المكسيك اتفاقية تجارة حرة مع الاتحاد الأوروبي في عام 1997، والتي تتضمن إسبانيا كعضو فيها. بلغ حجم التجارة بين البلدين 10.8 مليار دولار أمريكي في عام 2018. تشمل صادرات المكسيك إلى إسبانيا: النفط الخام والأدوية والكحول والأسماك والهواتف المحمولة، وتشمل الصادرات الإسبانية إلى المكسيك: السيارات وقطع غيار السيارات والنبيذ. تُعد المكسيك أكبر شريك تجاري لإسبانيا في أمريكا اللاتينية والشريك الخامس عشرة الأكبر عالميًا.
تعمل العديد من الشركات الإسبانية البارزة المتعددة الجنسيات في المكسيك مثل بانكو بيلباو فيزكايا أرجنتاريا، ومابفري، ومجموعة سانتاندير، وتليفونيكا، وزارا، وتعمل العديد من الشركات المكسيكية متعددة الجنسيات في إسبانيا مثل: شركة ألفا وسمكس وغروب بيمبو.

## البعثات الدبلوماسية المقيمة
تملك المكسيك سفارة في مدريد وقنصلية في برشلونة، وتملك إسبانيا سفارة في مكسيكو سيتي وقنصليات عامة في غوادالاخارا ومونتيري. 

## مقارنة بين البلدين
هذه مقارنة عامة ومرجعية للدولتين:
| وجه المقارنة                                              | المكسيك                                                                               | إسبانيا                                                                             |
| --------------------------------------------------------- | ------------------------------------------------------------------------------------- | ----------------------------------------------------------------------------------- |
| المساحة (كم2)                                             | 1.97 مليون                                                                            | 505.99 ألف                                                                          |
| عدد السكان (نسمة)                                         | 130.53 مليون                                                                          | 46.73 مليون                                                                         |
| الكثافة السكانية (ن./كم²)                                 | 66.26                                                                                 | 92.35                                                                               |
| العاصمة                                                   | مدينة مكسيكو                                                                          | مدريد                                                                               |
| اللغة الرسمية                                             | اللغة الإسبانية                                                                       | اللغة الإسبانية، اللغة الغاليسية، لغة بشكنشية، اللغة الكتالونية، اللغة الأوكسيتانية |
| العملة                                                    | بيزو مكسيكي                                                                           | يورو، بيزيتا إسبانية                                                                |
| الناتج المحلي الإجمالي (بليون دولار)                      | 1.15 تريليون                                                                          | 1.31 تريليون                                                                        |
| الناتج المحلي الإجمالي (تعادل القوة الشرائية) بليون دولار | 2.16 تريليون                                                                          | 1.77 تريليون                                                                        |
| الناتج المحلي الإجمالي الاسمي للفرد دولار أمريكي          | 9.01 ألف                                                                              | 28.16 ألف                                                                           |
| الناتج المحلي الإجمالي للفرد دولار أمريكي                 | 17.32 ألف                                                                             | 38.00 ألف                                                                           |
| مؤشر التنمية البشرية                                      | 0.756                                                                                 | 0.876                                                                               |
| رمز المكالمات الدولي                                      | +52                                                                                   | +34                                                                                 |
| رمز الإنترنت                                              | .mx                                                                                   | .es                                                                                 |
| المنطقة الزمنية                                           | منطقة زمنية وسطى، المنطقة الزمنية الجبلية، زمن منطقة المحيط الهادئ، منطقة زمنية شرقية | ت ع م+01:00، ت ع م+02:00                                                            |

## مدن متوأمة
في ما يلي قائمة باتفاقيات التوأمة بين مدن مكسيكية وإسبانية:
- ترتبط مدينة سان لويس بوتوسي مع سانتاندير باتفاقية توأمة.
- ترتبط أكابولكو مع أورديثيا باتفاقية توأمة منذ 19 يوليو 2017.[22][23][22][23]
- ترتبط مدينة مكسيكو مع مدريد باتفاقية توأمة منذ 1 سبتمبر 2008.[24][24][24][24]
- ترتبط San Juan de los Lagos [الإنجليزية]‏ مع برغش باتفاقية توأمة.
- ترتبط بويرتو فالارتا مع خيخون باتفاقية توأمة.
- ترتبط ماردة [الإنجليزية]‏ مع ماردة باتفاقية توأمة.[25]
- ترتبط ولاية خاليسكو مع غوادالاخارا باتفاقية توأمة منذ 1998.
- ترتبط مدينة كيريتارو مع سانتياغو دي كومبوستيلا باتفاقية توأمة.
- ترتبط ولاية غواناخواتو مع سانتا في باتفاقية توأمة منذ 6 نوفمبر 2014.
- ترتبط تشكوكو دي مورا [الإنجليزية]‏ مع إل بويرتو دي سانتا ماريا باتفاقية توأمة.
- ترتبط سان ميغيل دي الليندي مع سانتا في باتفاقية توأمة.
- ترتبط مدينة فيراكروز مع بلنسية باتفاقية توأمة.
- ترتبط غواناخواتو مع سانتا في باتفاقية توأمة منذ 1990.[26][26][26][26]
- ترتبط Jiutepec [الإنجليزية]‏ مع سان سيباستيان باتفاقية توأمة.
- ترتبط تيخوانا مع سرقسطة باتفاقية توأمة منذ 1993.
- ترتبط تلانيبانتلا دي باز مع أورينسي باتفاقية توأمة.[27]
- ترتبط إيرابواتو مع مرسية باتفاقية توأمة.
- ترتبط ماردة مع ماردة باتفاقية توأمة.[25]
- ترتبط Tlalnepantla  [لغات أخرى]‏ مع أورينسي باتفاقية توأمة.[27]
- ترتبط كامبيتشي مع إيبيزا باتفاقية توأمة.
- ترتبط مدينة بويبلا مع قادس باتفاقية توأمة منذ 2010.
- ترتبط كانكون مع غراناديا دي أبونا باتفاقية توأمة.[28][28]
- ترتبط غوادالاخارا مع سيغالس باتفاقية توأمة منذ 20 أكتوبر 1980.
- ترتبط Benito Juárez Municipality, Quintana Roo [الإنجليزية]‏ مع غراناديا دي أبونا باتفاقية توأمة.[28]
- ترتبط ليون مع ليون باتفاقية توأمة منذ 1969.
- ترتبط موريليا مع بلد الوليد باتفاقية توأمة.
- ترتبط Metepec, State of Mexico [الإنجليزية]‏ مع فيلانويفا دي لا كانادا باتفاقية توأمة.
- ترتبط باتشوكا مع بونفيرادا باتفاقية توأمة.
- ترتبط زاكاتيكاس مع مالقة باتفاقية توأمة.
- ترتبط ليناريس، نويفو ليون [الإنجليزية]‏ مع ليناريس باتفاقية توأمة.
- ترتبط ولاية بويبلا مع طلبيرة باتفاقية توأمة.

## منظمات دولية مشتركة
يشترك البلدان في عضوية مجموعة من المنظمات الدولية، منها:
| علم المنظمة | اسم المنظمة                          | تاريخ انضمام المكسيك | تاريخ انضمام إسبانيا |
| ----------- | ------------------------------------ | -------------------- | -------------------- |
|             | وكالة ضمان الاستثمار متعدد الأطراف   | 1 يوليو 2009         | 29 أبريل 1988        |
|             | منظمة التعاون الاقتصادي والتنمية     | ?                    | ?                    |
|             | الأمم المتحدة                        | 7 نوفمبر 1945        | 14 ديسمبر 1955       |
|             | بنك أمريكا الوسطى للتكامل الاقتصادي ‏ | ?                    | ?                    |
|             | الفريق المعني برصد الأرض             | ?                    | ?                    |
|             | منظمة حظر الأسلحة الكيميائية         | ?                    | ?                    |
|             | منظمة التجارة العالمية               | 1995                 | ?                    |
|             | منظمة الشرطة الجنائية الدولية        | ?                    | ?                    |
|             | مؤسسة التنمية الدولية                | 24 أبريل 1961        | 18 أكتوبر 1960       |
|             | يونسكو                               | 4 نوفمبر 1946        | 30 يناير 1953        |
|             | الاتحاد البريدي العالمي              | ?                    | ?                    |
|             | البنك الدولي للإنشاء والتعمير        | 31 ديسمبر 1945       | 15 سبتمبر 1958       |
|             | المنظمة الهيدروغرافية الدولية        | ?                    | ?                    |
|             | الاتحاد الدولي للاتصالات             | 1 يوليو 1908         | 1866                 |
|             | مؤسسة التمويل الدولية                | 20 يوليو 1956        | 24 مارس 1960         |
|             | مجموعة أستراليا                      | 2013                 | 1985                 |
|             | مجموعة الموردين النوويين             | ?                    | ?                    |

## أعلام
هذه قائمة لبعض الشخصيات التي تربطها علاقات بالبلدين:
- أغوستين دي إتوربيدي (27 سبتمبر 1783[36][37][38] – 19 يوليو 1824[36][37][38])
- أندريس مانويل لوبيس أوبرادور (رئيس مكسيكي، 13 نوفمبر 1953[39] – )
- أنطونيو لوبيز دي سانتا آنا (رئيس المكسيك، 21 فبراير 1794[40][41] – 10 يونيو 1876[40][41])
- إنريكه بينيا نييتو (رئيس المكسيك، 20 يوليو 1966 – )
- تاليا (26 أغسطس 1971 – )
- خافيير أغيري (لاعب ومدرب كرة قدم مكسيكي، 1 ديسمبر 1958[42] – )
- خوانا إينيس دي لا كروث (12 نوفمبر 1648[43] – 17 أبريل 1695[43][44][45])
- دولوريس ديل ريو (3 أغسطس 1905[46][47] – 11 أبريل 1983[46][47])
- دييجو ريفيرا (رسام مكسيكي، 8 ديسمبر 1886[48][49][50] – 24 نوفمبر 1957[49][51][50])
- سلمى حايك (ممثلة مكسيكية أمريكية، 2 سبتمبر 1966[52][53][54] – )
- غييرمو أوتشوا (لاعب كرة قدم مكسيكي، 13 يوليو 1985[55] – )
- فرانسيسكو ماديرو (رئيس مكسيكي سابق، 30 أكتوبر 1873[56][57][58] – 22 فبراير 1913[56][58])
- فريدا كاهلو (رسامة مكسيكية، 6 يوليو 1907[59][60][61] – 13 يوليو 1954[59][60][61])
- لويس سي.كي. (12 سبتمبر 1967 – )
- ميغيل إيدالغو إي كوستيا (8 مايو 1753[62][63][64] – 30 يوليو 1811[63][64][65])

## معرض صور

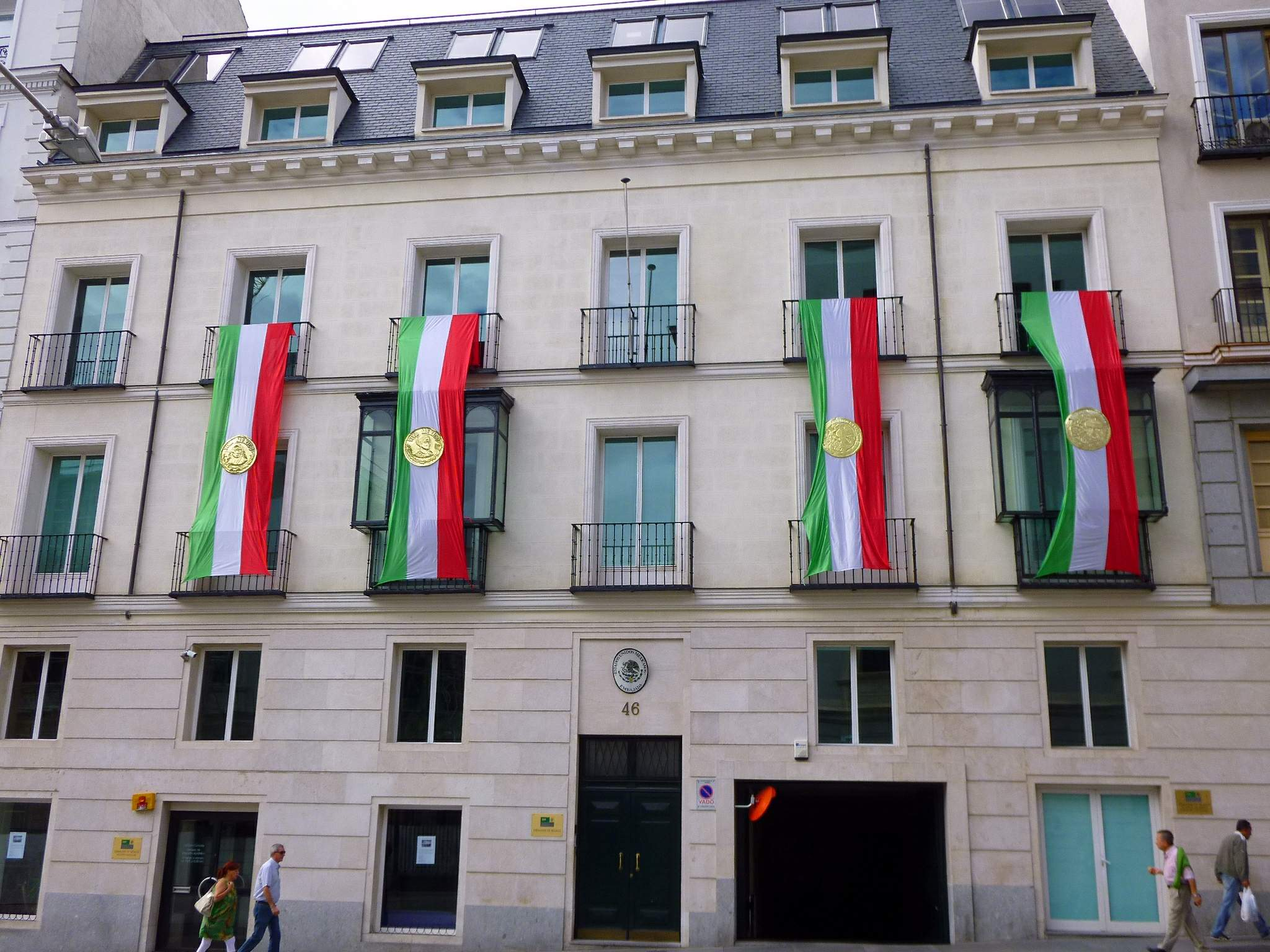
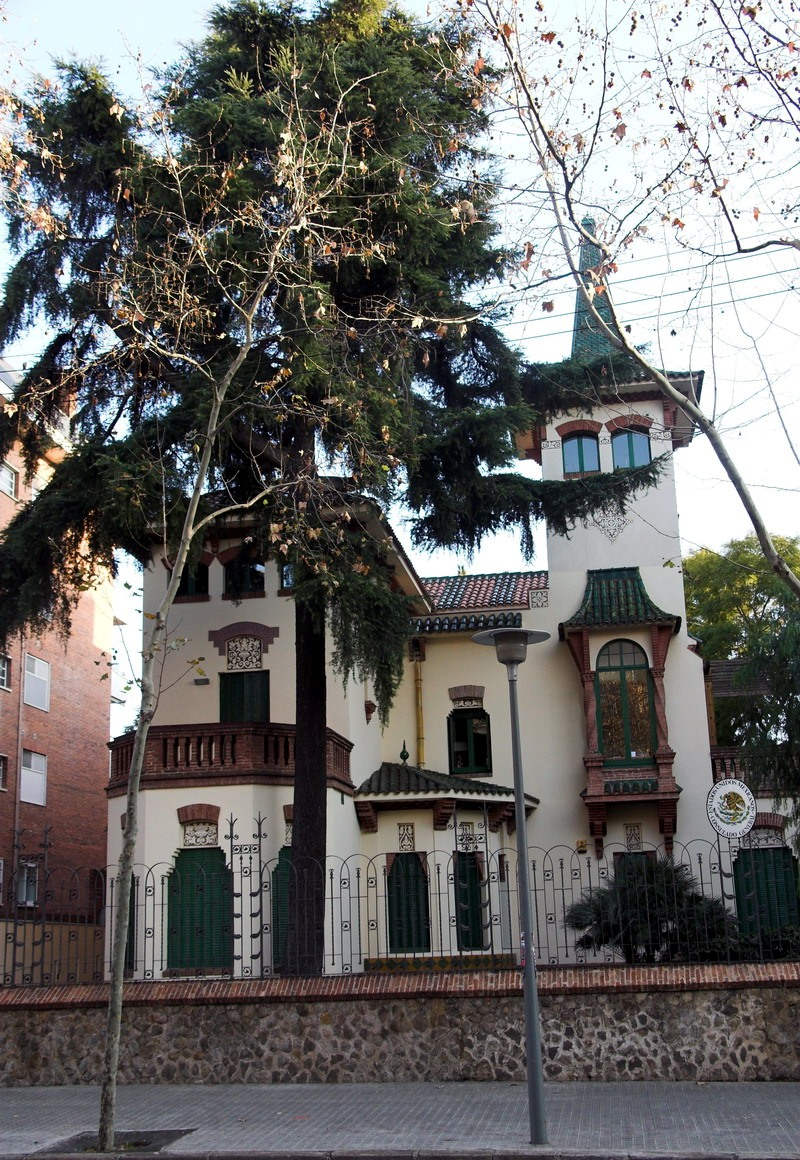
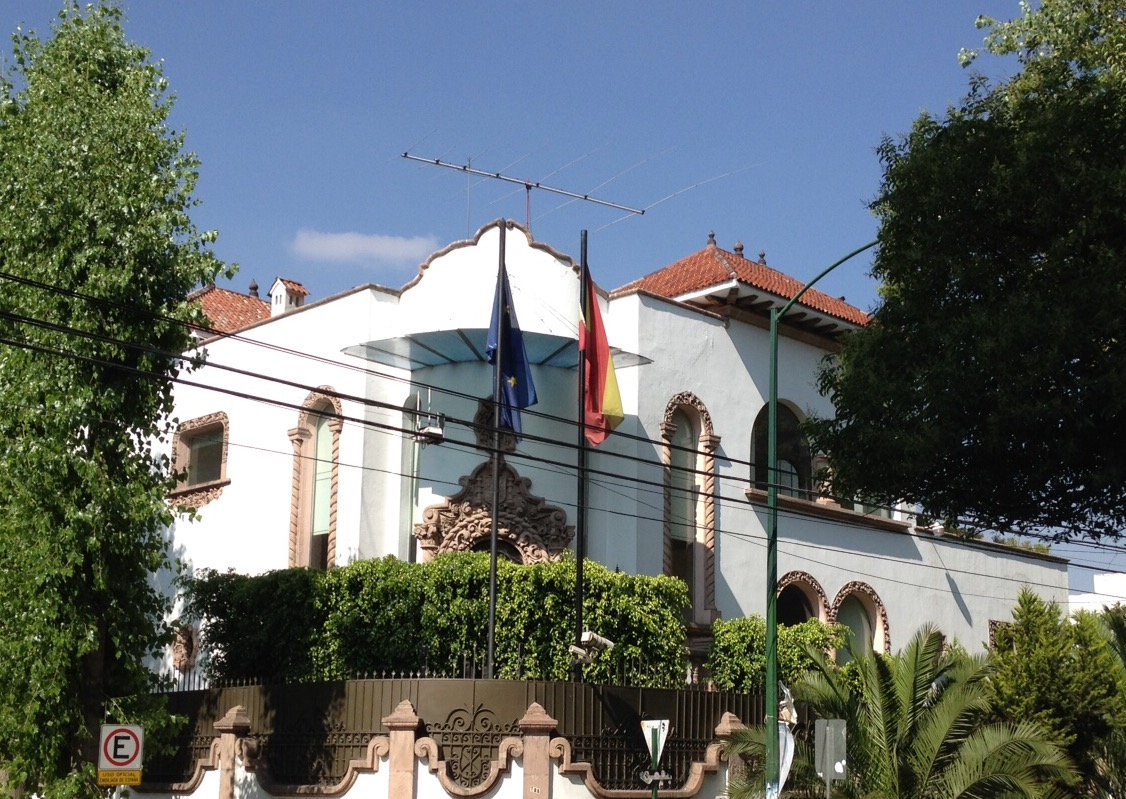

## وصلات خارجية
- موقع وزارة الخارجية المكسيكية
- موقع وزارة الخارجية الإسبانية